# Panaspis ericae
Panaspis ericae — вид ящірок родини сцинкових (Scincidae). Описаний у 2024 році.

## Поширення
Ендемік Анголи. Типове місцезнаходження — відслонення гірських порід поблизу села Качі у горах Серра-да-Неве (-13.7653, 13.2571, 1645 м над рівнем моря) в провінції Намібе.

## Назва
Вид названо на честь ангольської біологині та захисниці природи Еріки Таварес (нар. 1997). Завдяки своїй роботі в ангольській екологічній платформі «Eco Angola» (співзасновником якої є Еріка), Еріка зробила революцію в ангольському природоохоронному та екологічному дискурсі, надаючи можливість членам ангольського громадянського суспільства, студентам і молодим дослідникам навчатися, обговорювати та сприяти екологічним справам.

## Опис
P. ericae має мідно-коричневе забарвлення і міцне тіло.